# Greg Drummond
Greg Drummond (ur. 3 lutego 1989 w Dundee) – szkocki curler, srebrny medalista olimpijski z Soczi 2014, dwukrotny wicemistrz świata. Starszy brat Kerra. Obecnie jest zawodnikiem w zespole Davida Murdocha, reprezentuje Forfar Curling Club.
Jako junior zadebiutował w Mistrzostwach Świata Juniorów 2007, kiedy będąc rezerwowym wspierał zespół Logana Graya. Szkoci uplasowali się na 6. miejscu. Dwa lata później grając na trzeciej pozycji u Glena Muirheada sięgnął po złote medale w Europejskim Challenge’u Juniorów. Reprezentacja Szkocji wygrała wszystkie mecze, a w finale pokonała Francję (Joffrey Vincent).
Drummond wystąpił na Zimowej Uniwersjadzie 2011. Zagrywał trzecie i czwarte kamienie w ekipie dowodzonej przez Glena Muirheada. Drummond pojawił się w sześciu pierwszych meczach fazy grupowej, później obowiązki Grega przejął jego brat Kerr. Młodzi Szkoci awansowali do fazy play-off przegrali jednak dwa mecze przeciwko Szwajcarii (Pascal Hess) i Czechom (Lukas Klima) odpowiednio 8:9 i 2:3.
W 2010 Drummond dołączył do nowo utworzonej drużyny Toma Brewstera. Z młodymi zawodnikami Brewster zdobył mistrzostwo Szkocji w latach 2011 i 2012. W MŚ 2011 szkocki zespół z 2. miejsca Round Robin awansował do fazy Page Playoff. W pierwszym meczu drużyna przegrała z Kanadą (Jeff Stoughton) 2:5, w półfinale Szkoci zwyciężyli Norwegię (Thomas Ulsrud) 7:6. Mecz finałowy wynikiem 5:6 również zakończył się na korzyść drużyny Klonowego Liścia. Rok później sytuacja powtórzyła się – Szkoci zdobyli srebrne medale. W fazie finałowej także dwukrotnie ulegli Kanadyjczykom (6:7, 7:8; Glenn Howard), w półfinale wygrali 7:6 ze Szwecją (Sebastian Kraupp). W grudniu Drummond zadebiutował na mistrzostwach Europy, zespół pomimo wsparcia Davida Murdocha zajął 7. miejsce. Na Mistrzostwach Świata 2013 Murdoch pełnił rolę skipa, Drummond zaś oficjalnie był rezerwowym. Zagrał jednak w 10 meczach występując na 2. i 3. pozycji. Szkoci w półfinale ulegli Kanadzie (Brad Jacobs), pokonując w małym finale 7:6 Danię (Rasmus Stjerne) zdobyli brązowe medale. Drummond medal z tego samego kruszcu wywalczył podczas Mistrzostw Europy 2013.
Greg jako trzeci reprezentował Wielką Brytanię na Zimowych Igrzyskach Olimpijskich 2014. Brytyjczycy po meczu barażowym przeciwko Norwegii (Thomas Ulsrud) awansowali do półfinału, w którym zwyciężyli 6:5 nad szwedzką ekipą Niklasa Edina. W finale ekipa Murdocha uległa 3:9 Kanadzie (Brad Jacobs).

## Wielki Szlem
| Turniej                | 2011/2012 | 2013/2014 | 2014/2015 |
| ---------------------- | --------- | --------- | --------- |
| Canadian Open          | x         | A         |           |
| Masters of Curling     | A         | A         | x         |
| The National           | A         | A         | A         |
| Elite 10               | –         | –         |           |
| Players’ Championships | A         | x         |           |

| A  | = nie uczestniczył                         |
| x  | = nie zakwalifikował się do fazy finałowej |
| QF | = ćwierćfinał                              |
| SF | = półfinał                                 |
| F  | = finał                                    |
| W  | = zwycięstwo                               |

## Drużyna
|                   | Czwarty       | Trzeci                                                         | Drugi                                                          | Otwierający                                                    |
| ----------------- | ------------- | -------------------------------------------------------------- | -------------------------------------------------------------- | -------------------------------------------------------------- |
| 2014/2015         | David Murdoch | Greg Drummond                                                  | Scott Andrews                                                  | Michael Goodfellow                                             |
| 2013/2014         | David Murdoch | Tom Brewster, Scott Andrews, Michael Goodfellow, Greg Drummond | Tom Brewster, Scott Andrews, Michael Goodfellow, Greg Drummond | Tom Brewster, Scott Andrews, Michael Goodfellow, Greg Drummond |
| ME 2012 2012/2013 | Tom Brewster  | David Murdoch                                                  | Greg Drummond                                                  | Scott Andrews Michael Goodfellow                               |
| 2010/2012         | Tom Brewster  | Greg Drummond                                                  | Scott Andrews                                                  | Michael Goodfellow                                             |
| 2009/2010         | Glen Muirhead | Greg Drummond                                                  | Thomas Sloan                                                   | Michael Goodfellow                                             |
| 2008/2009         | Glen Muirhead | Greg Drummond                                                  | Scott MacLeod                                                  | Scott Andrews                                                  |
| ZU 2011           | Glen Muirhead | Alasdair Guthrie                                               | Greg Drummond                                                  | Kerr Drummond                                                  |